# 스타벅스 리저브 로스터리 도쿄

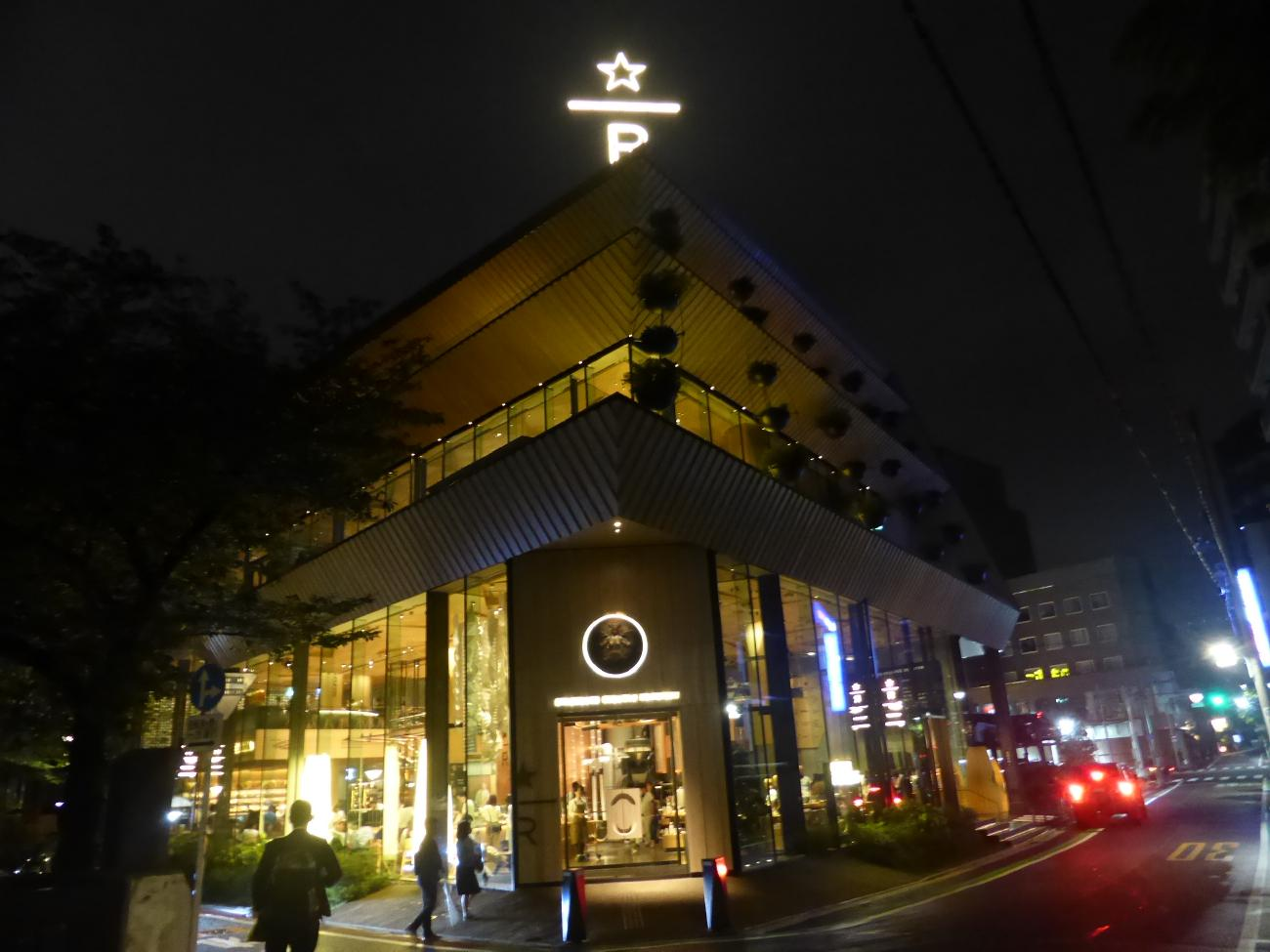
스타벅스 리저브 로스터리 도쿄의 야경.

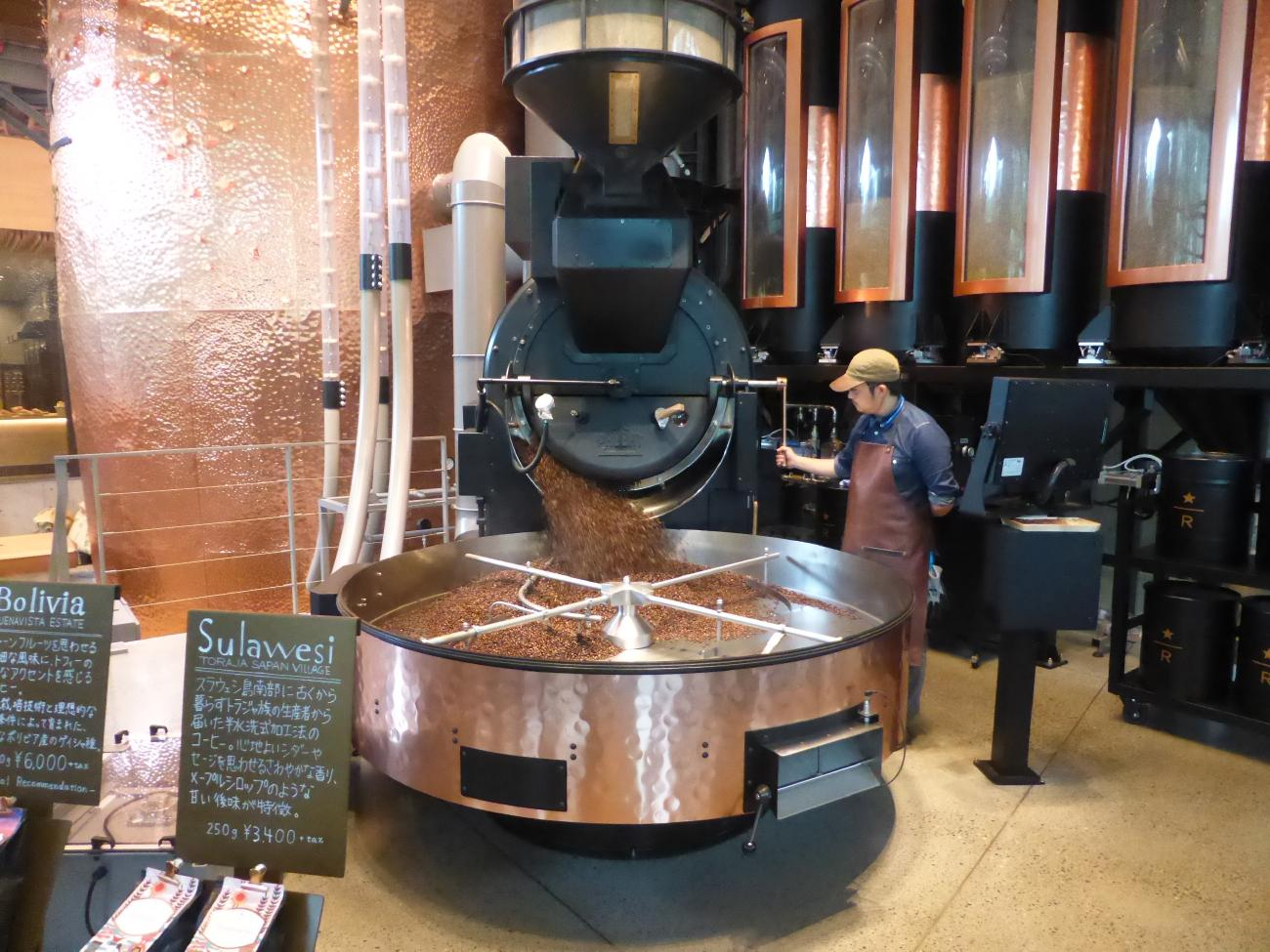
로스팅이 종료된 후의 상태인 커피콩의 모습.

스타벅스 리저브 로스터리 도쿄는 도쿄도 메구로구의 스타벅스가 운영하는 커피 쇼핑센터이다. 주로 로스 타리와 구이의 의미에서 동점에서는 자가 로스팅을 하고, 구이 저장고는 1층에서 4층까지 이어지는 것으로 보이게 된다. 세계에서 5개 점포를 가진 스타벅스 리저브 로스터리 중 최대 규모의 구이 저장고를 보유하고 있다.

## 교통편
- 시부야역에서 도큐버스 시부41번을 이용, 스게카리 소학교에 내려야 한다. 걸어서 1분 소요.
- 나카메구로 역에 하차할 경우 걸어서 14 ~ 15분 정도 걸린다.

## 갤러리

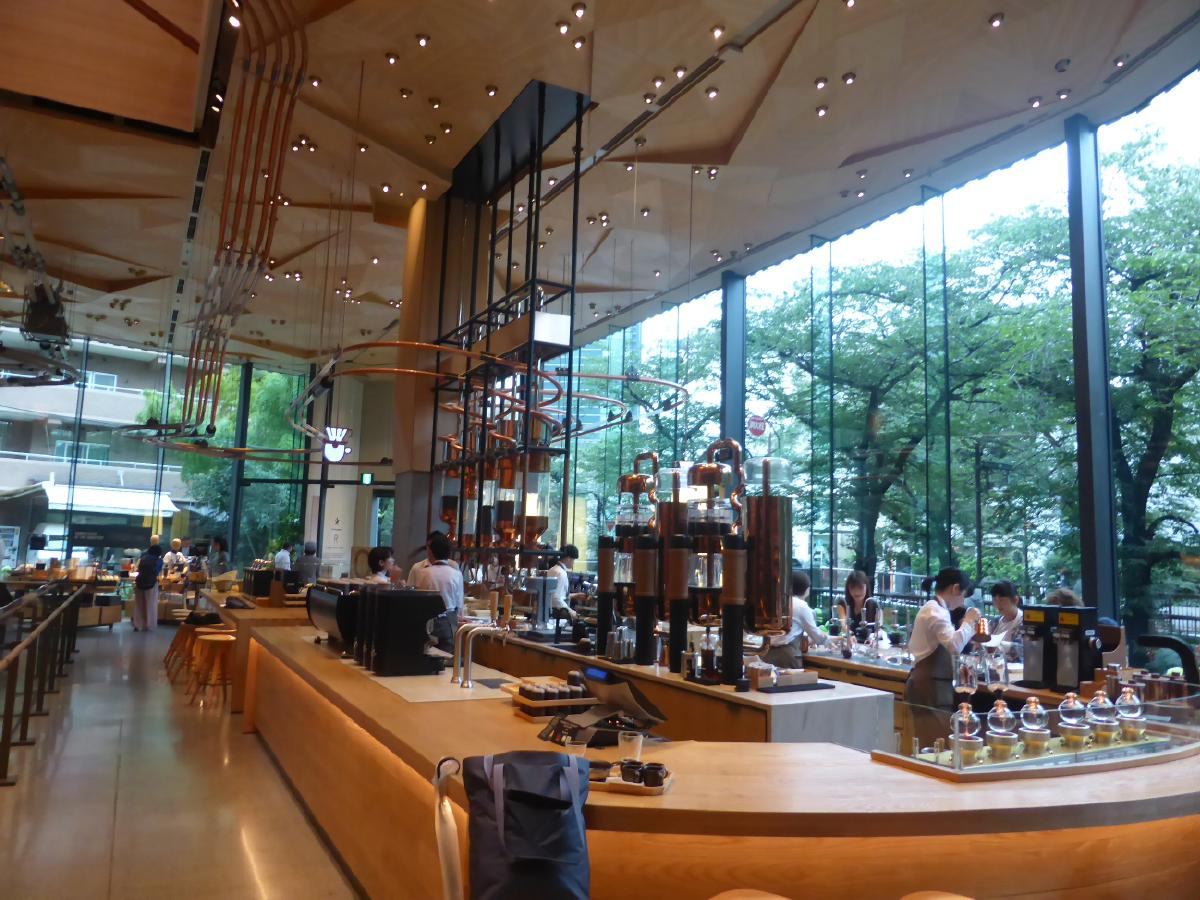
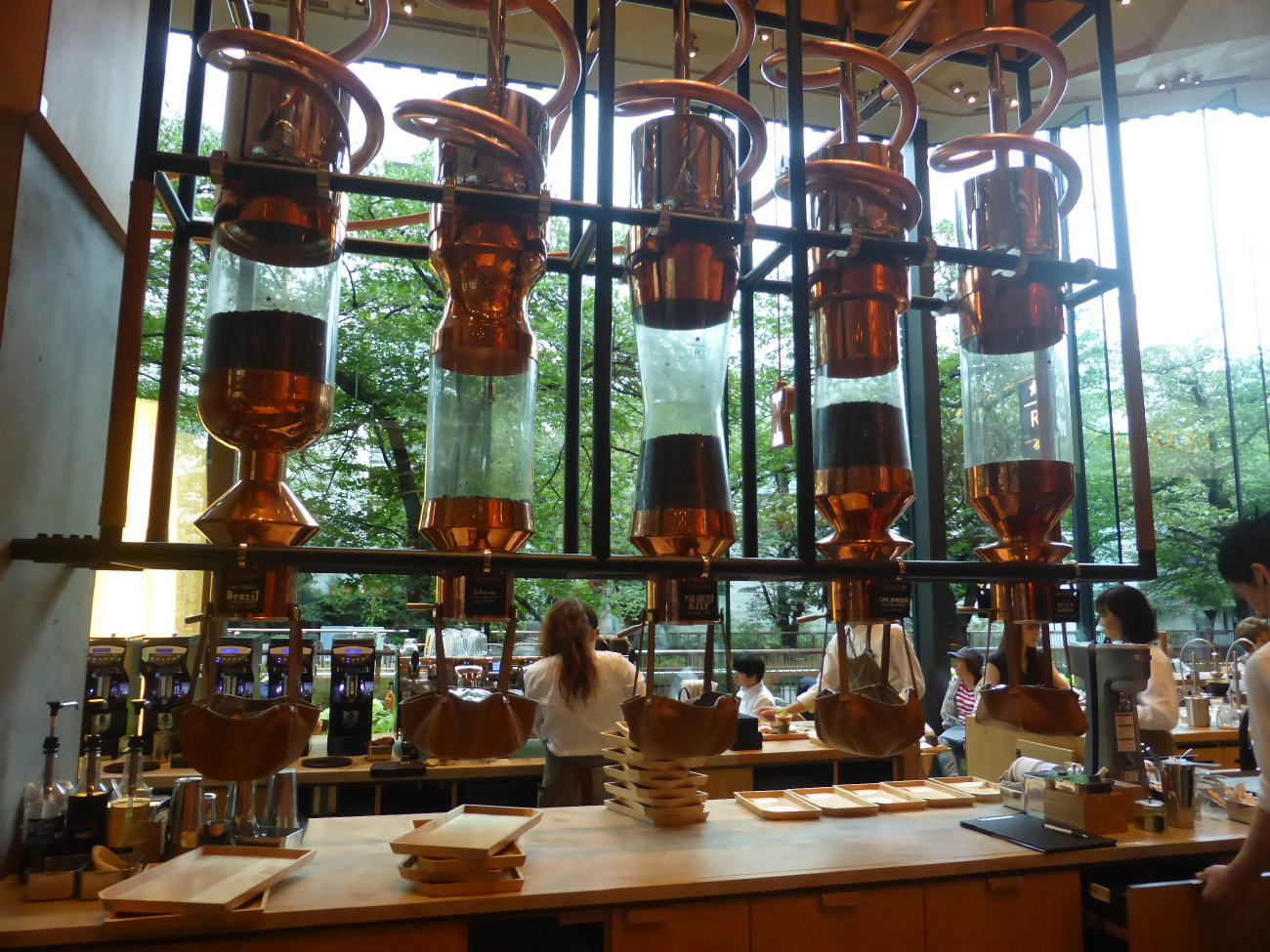
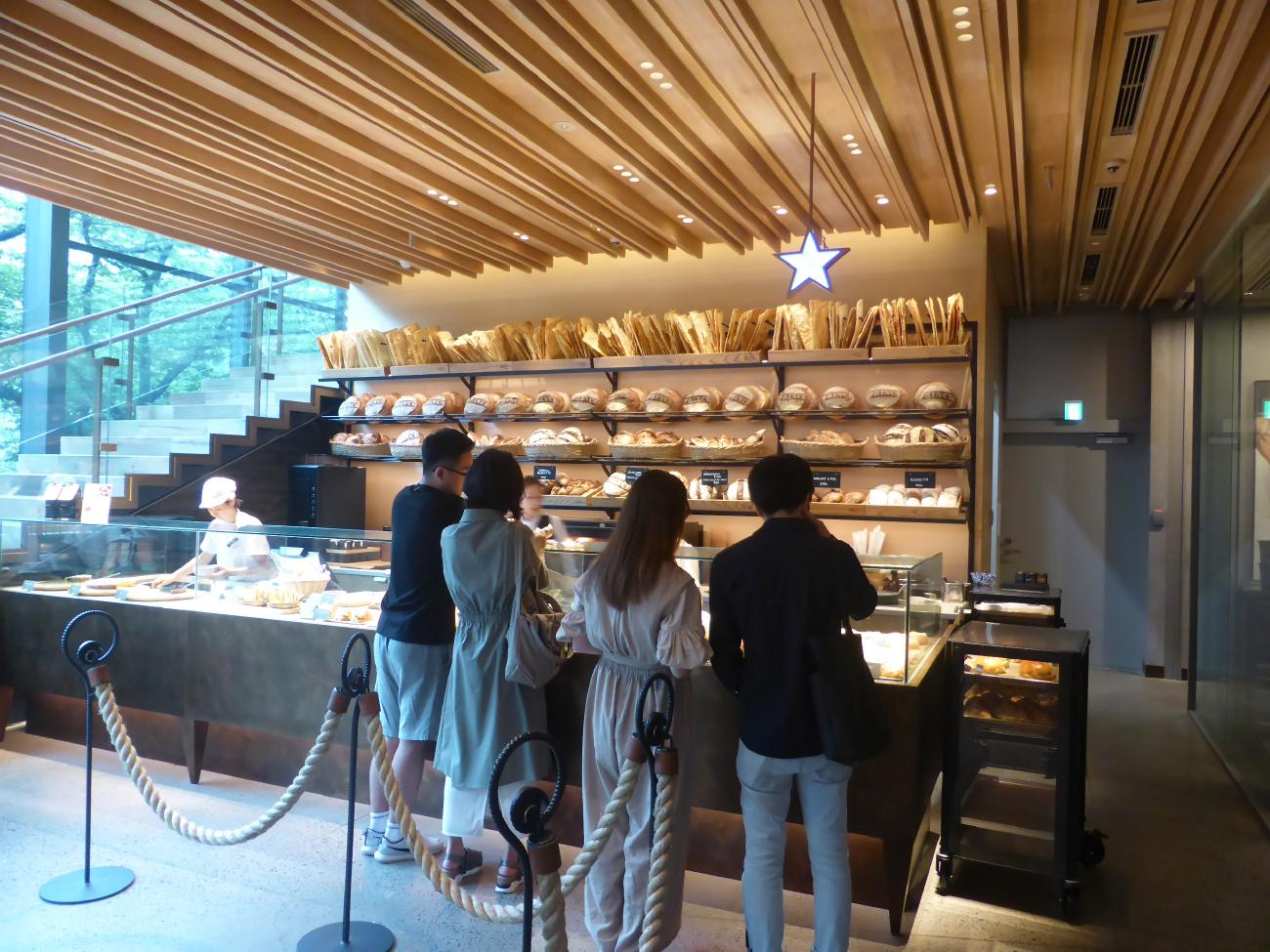
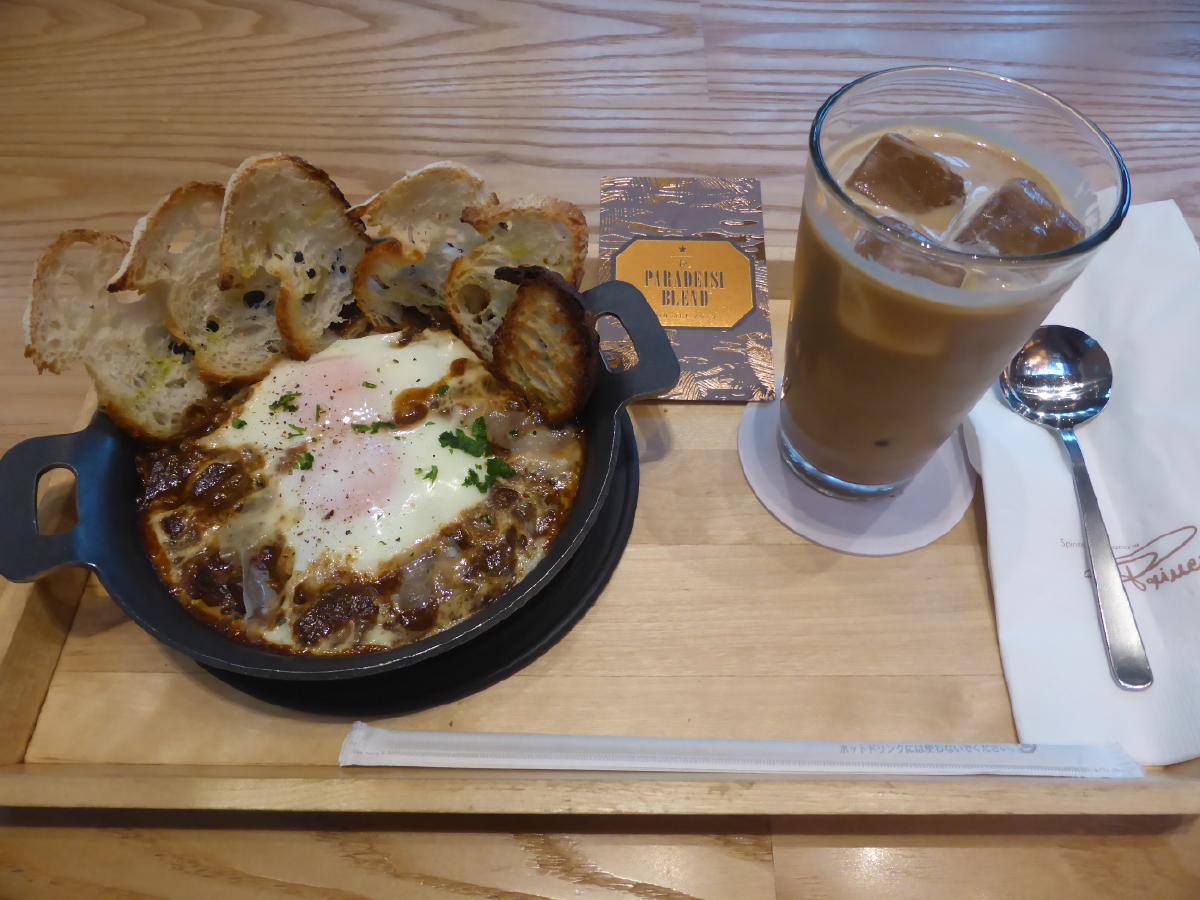
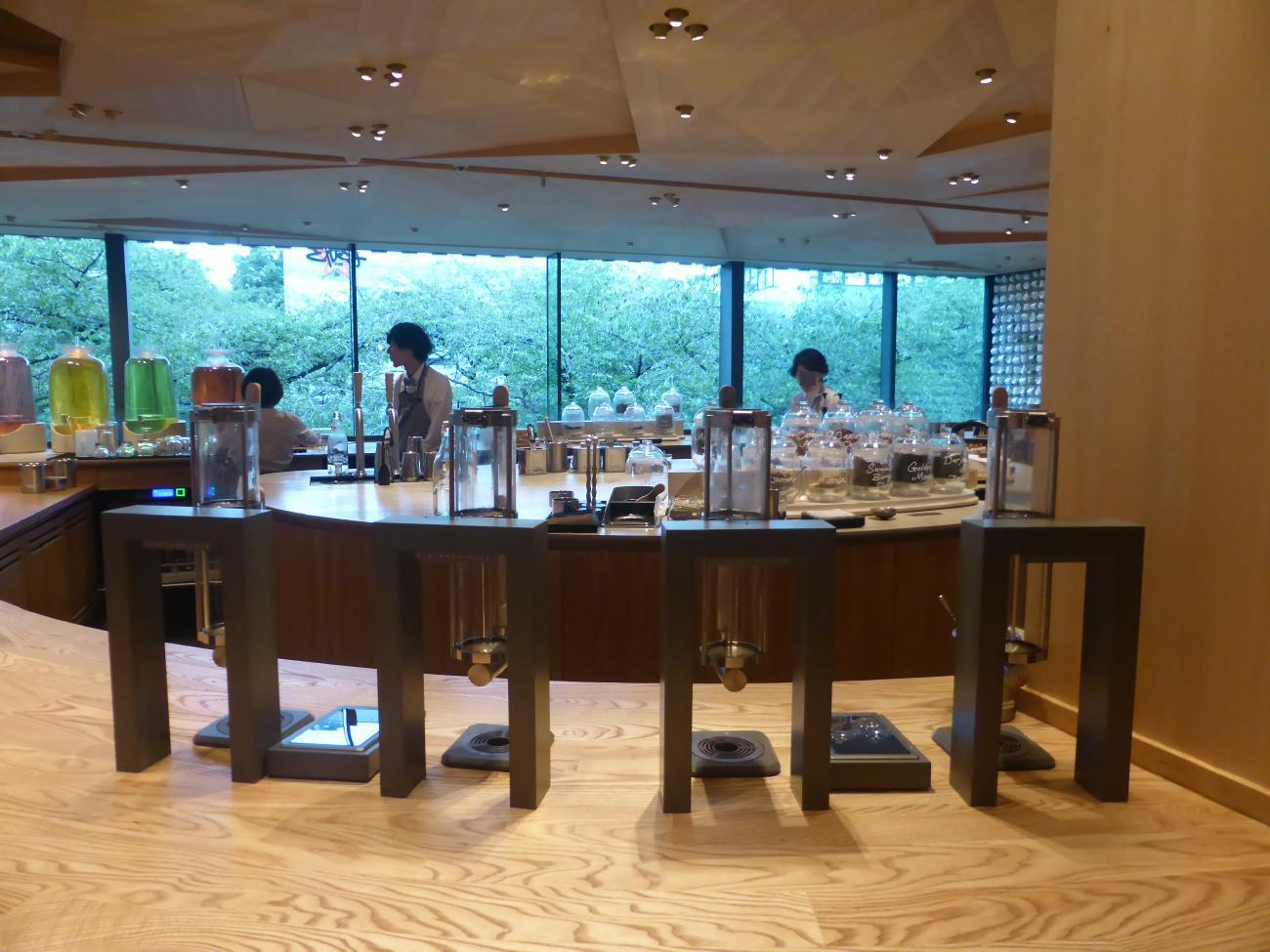
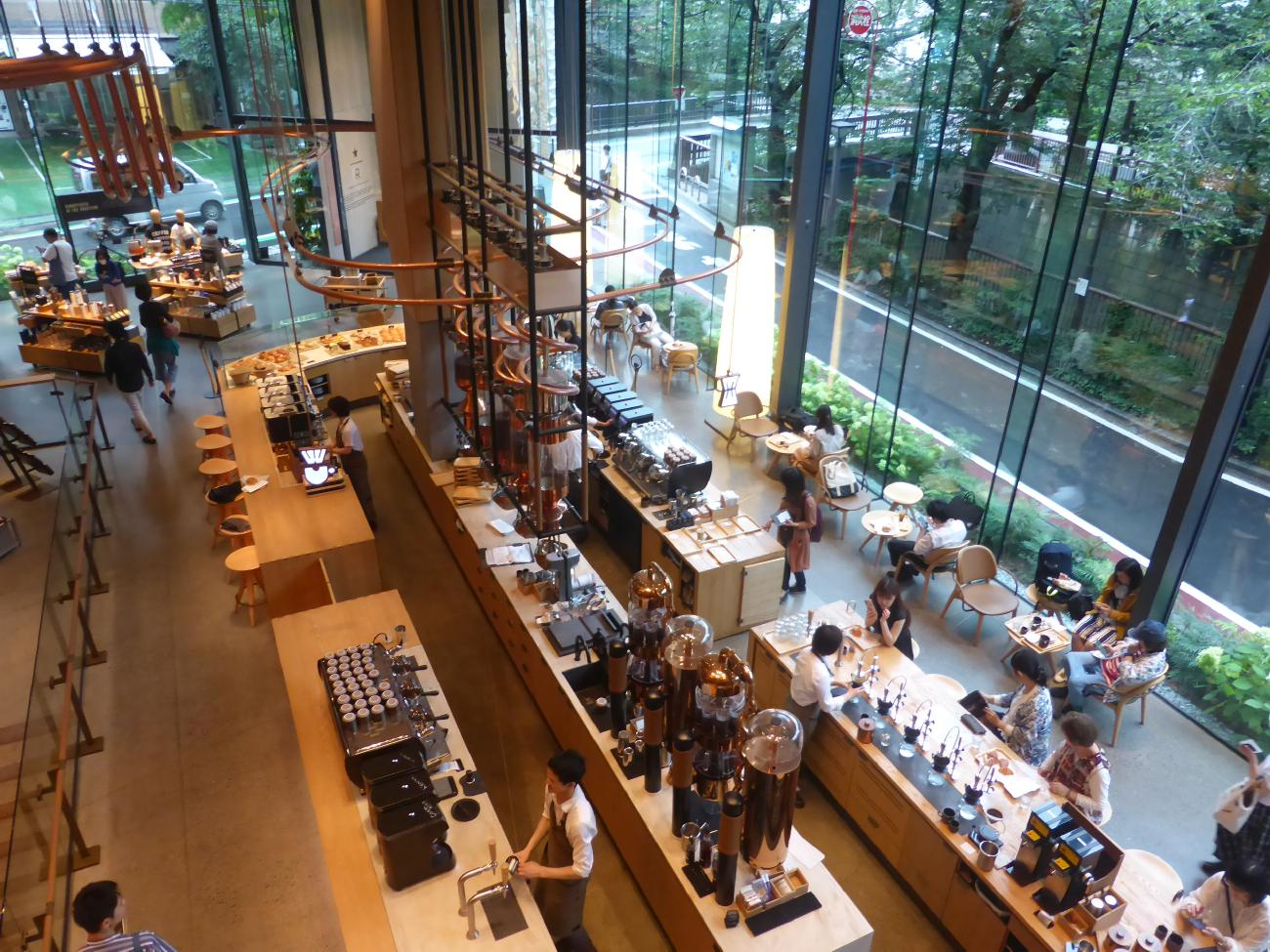
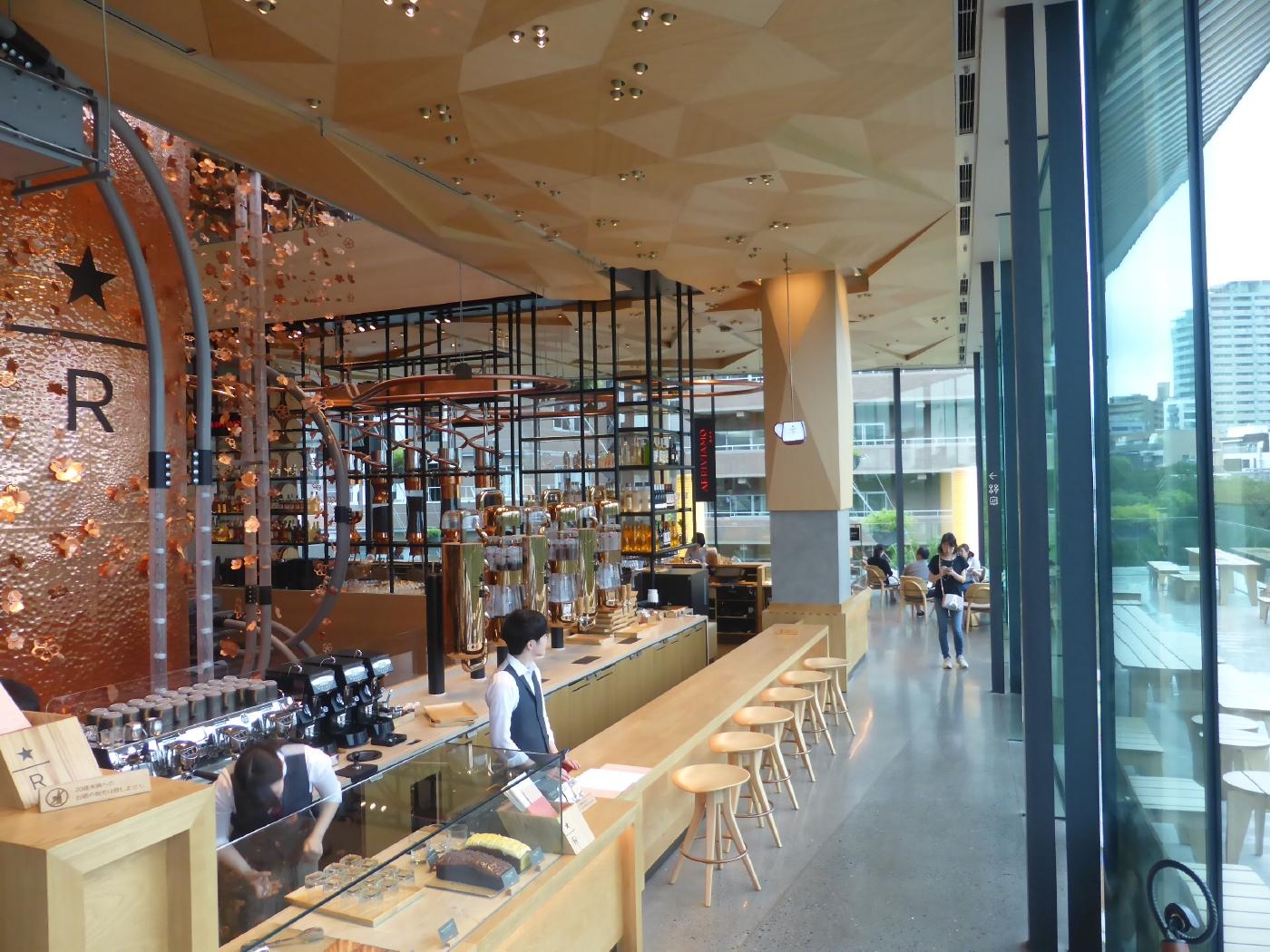
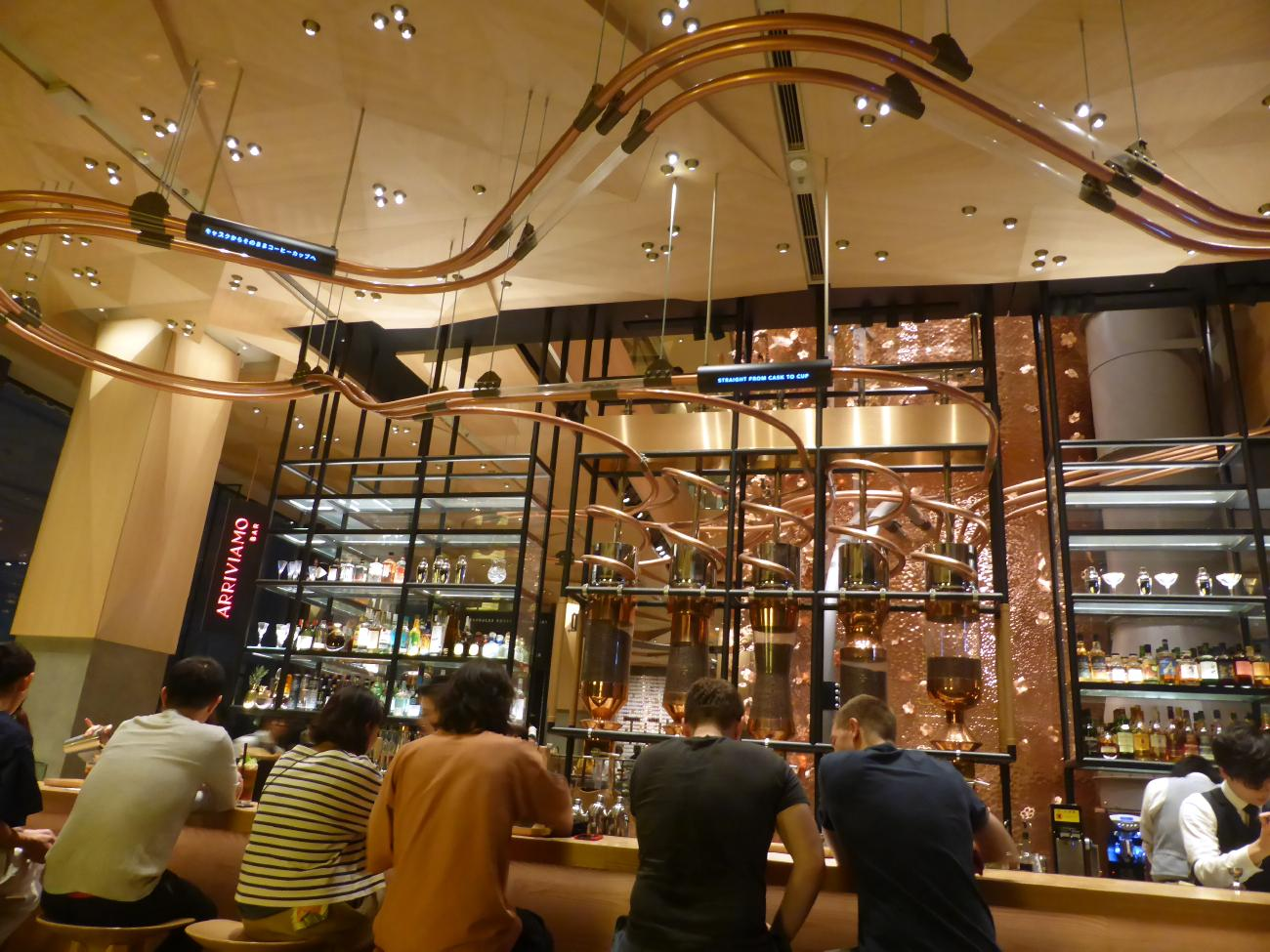
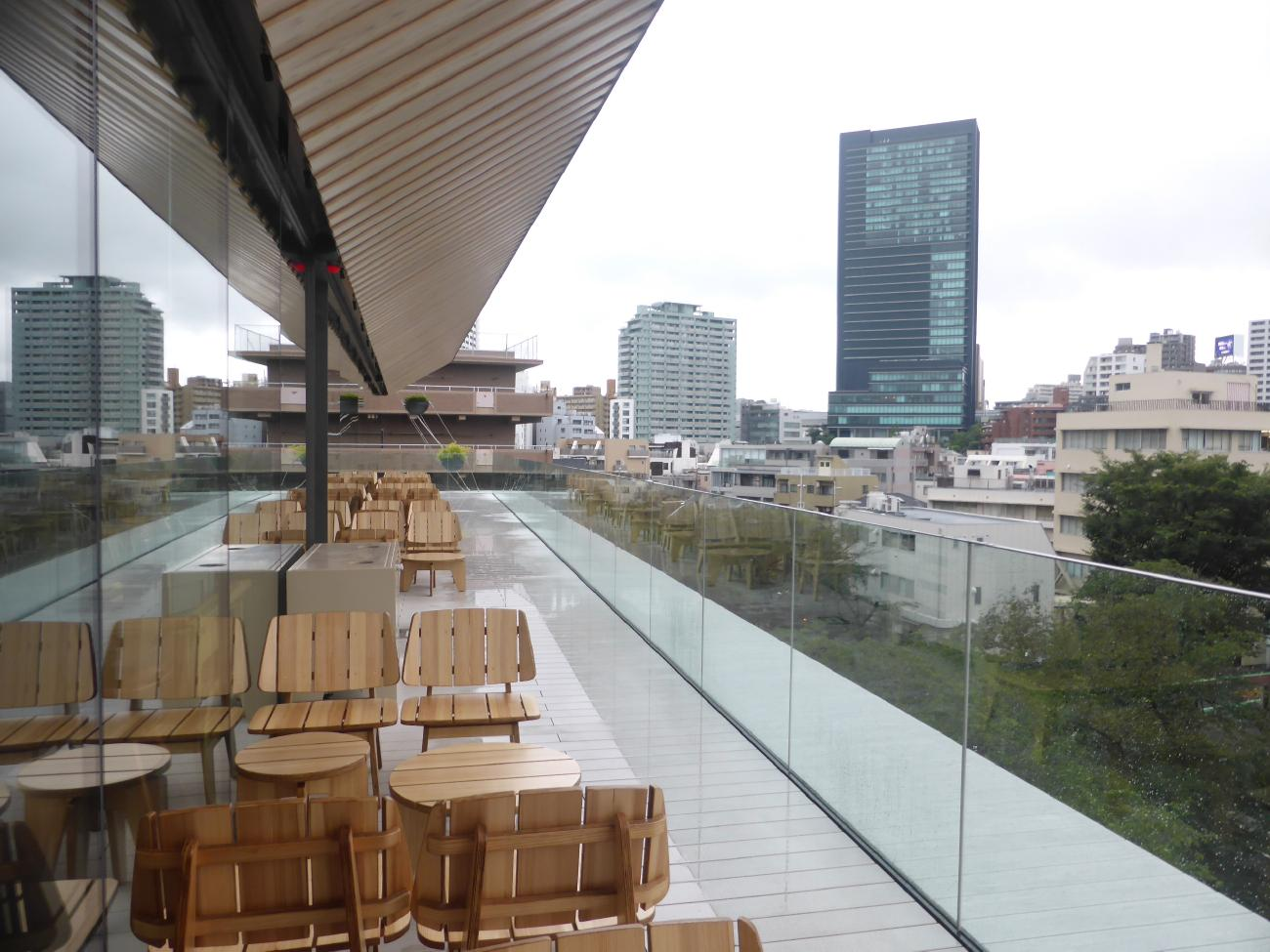
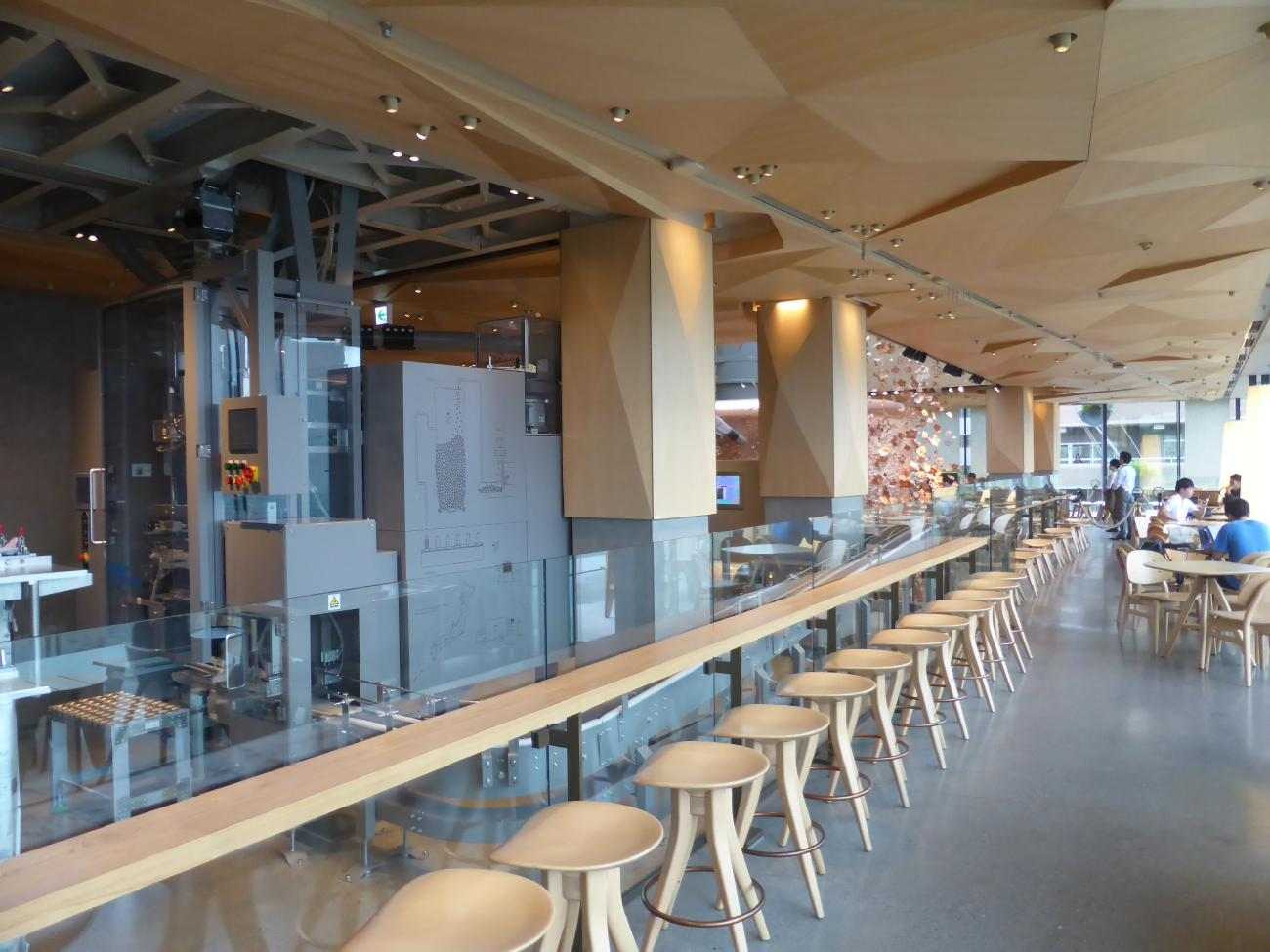
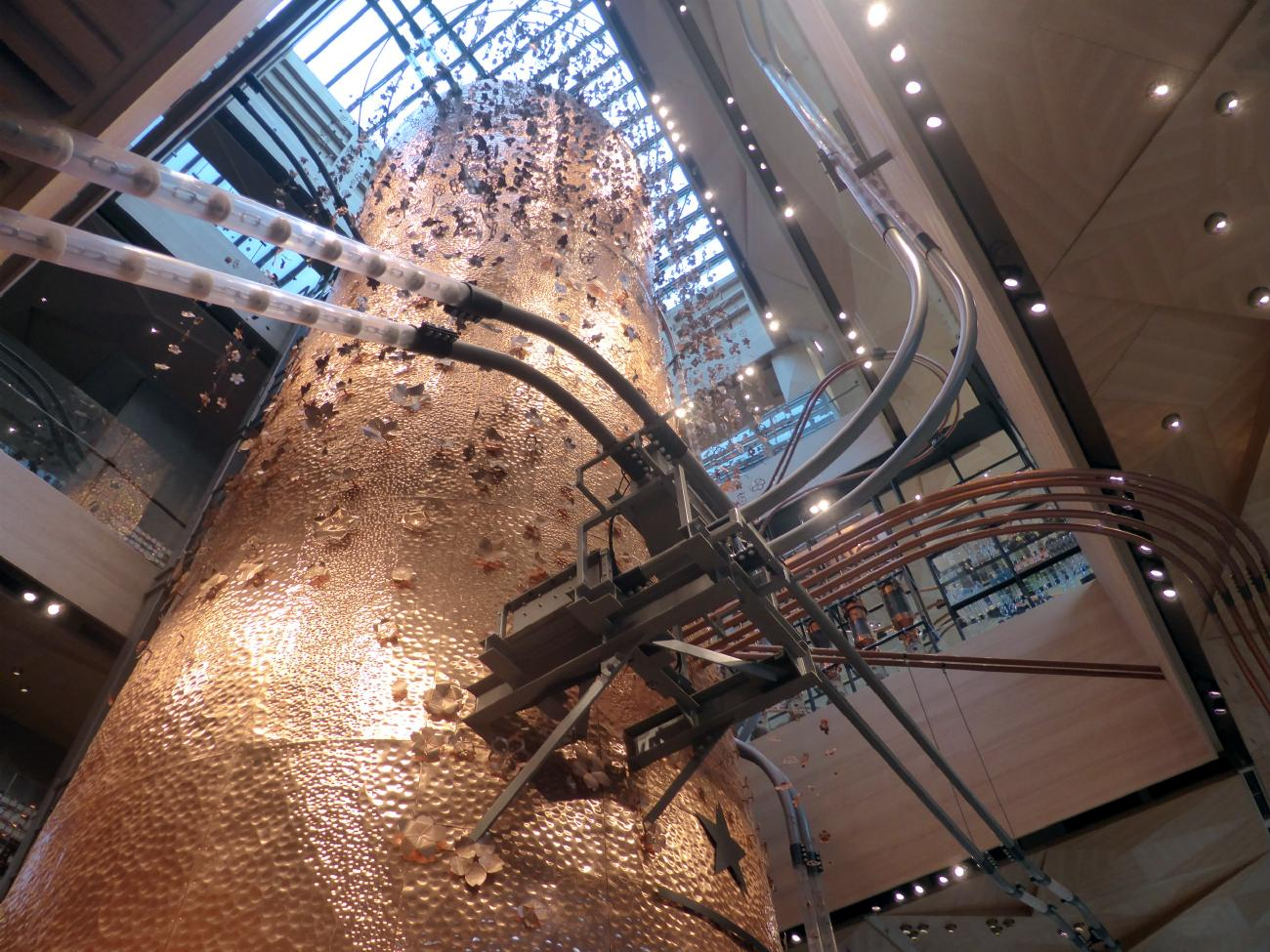
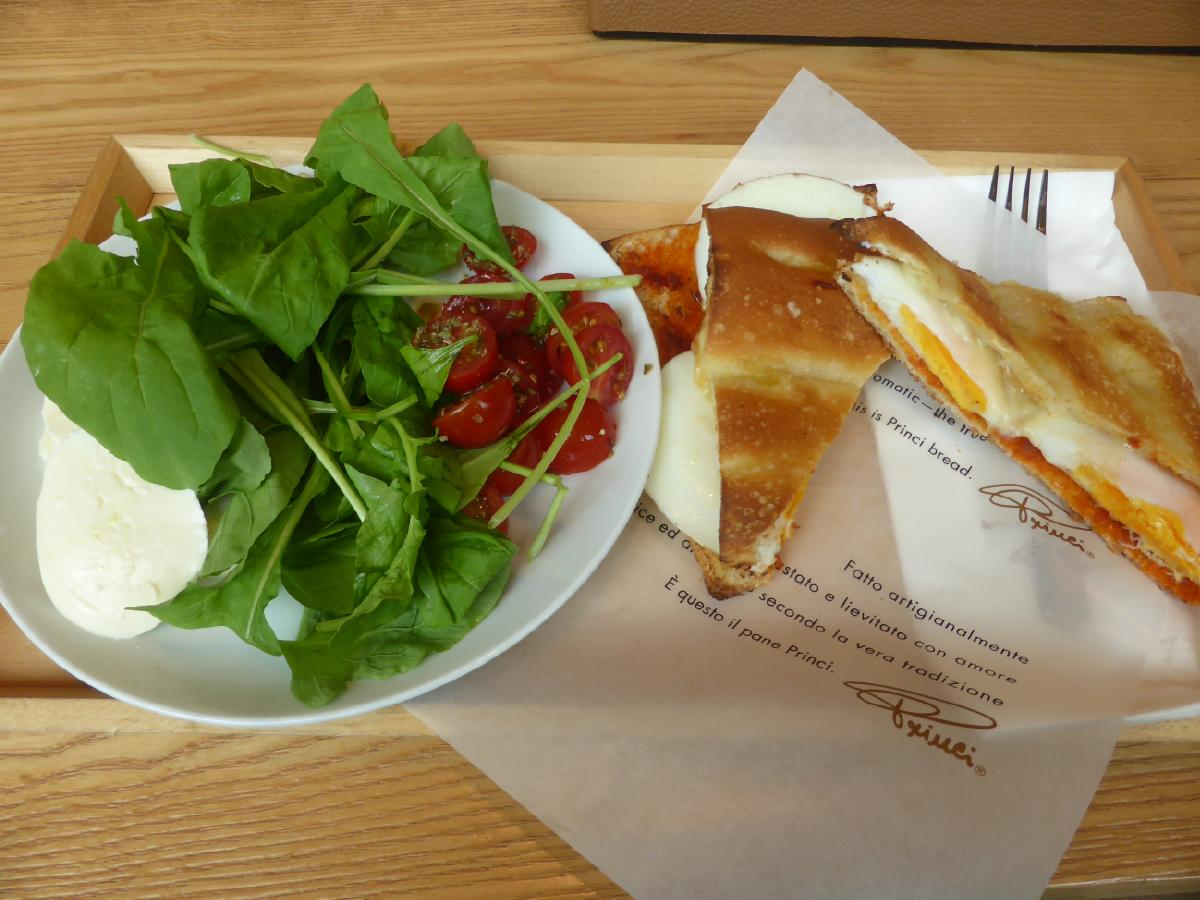
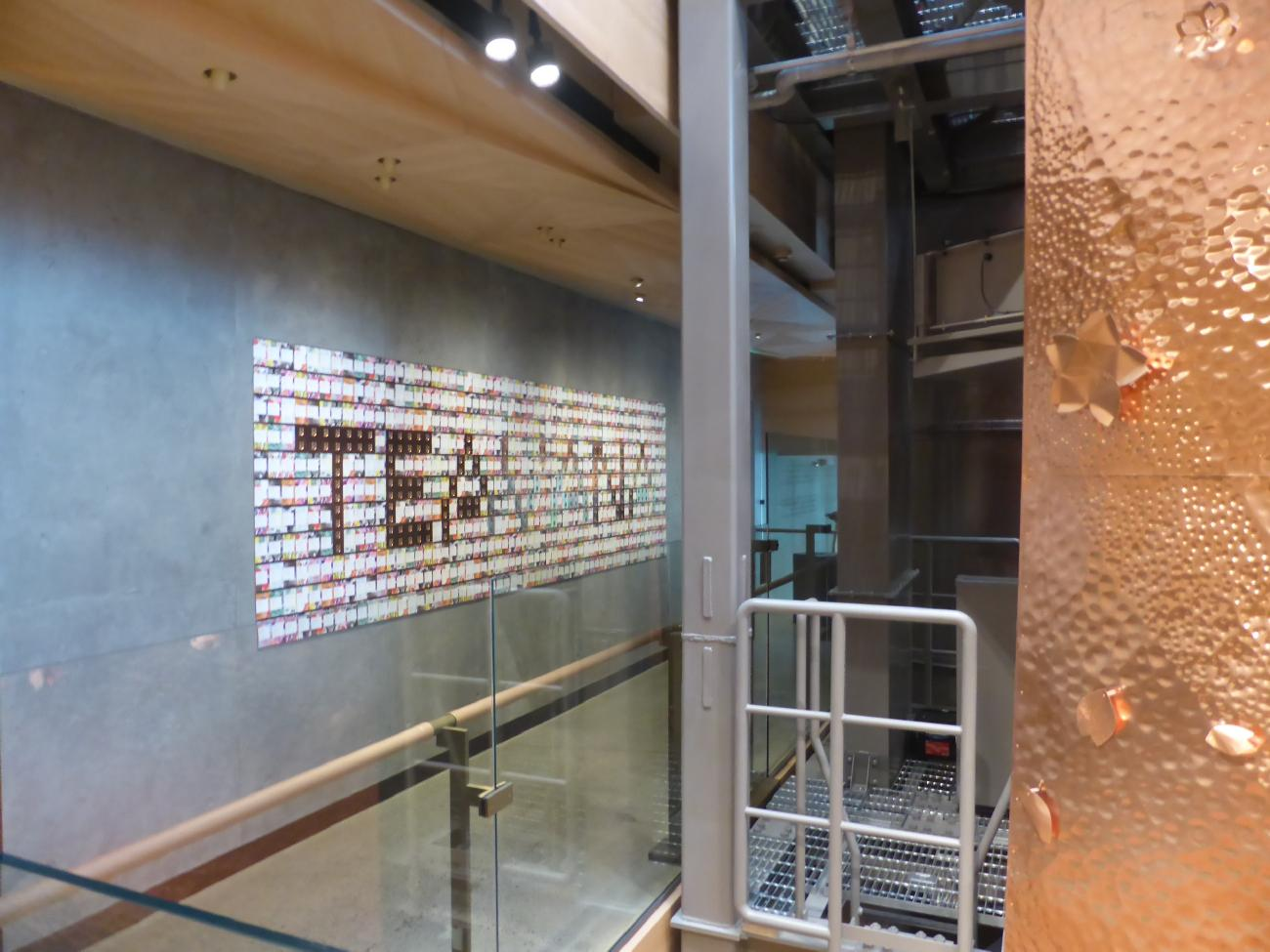
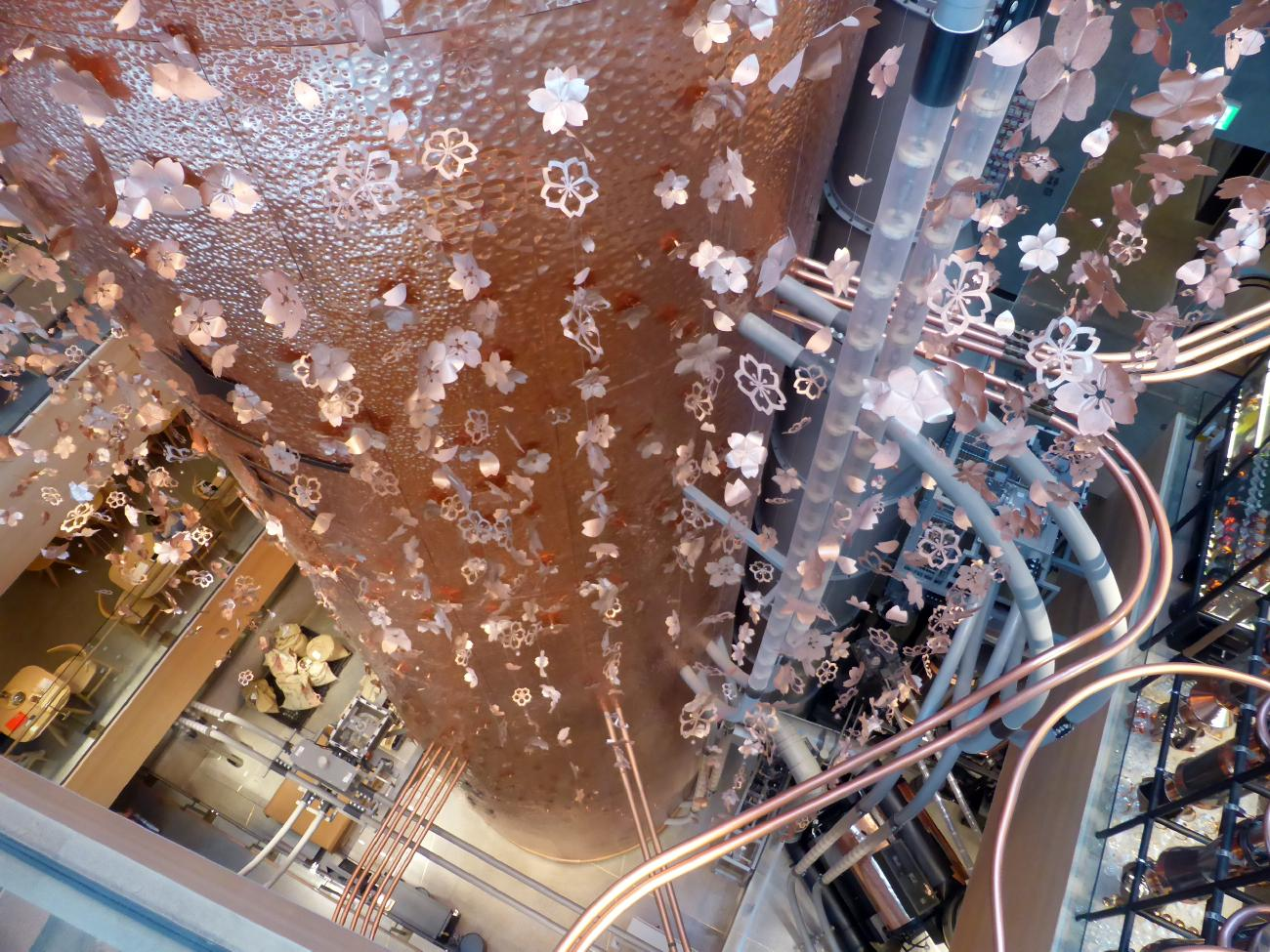

## 같이 보기
- 메구로강 - 강변에 위치하고 있으며, 춘계 때에는 테라스에서 직접적으로 만개한 벚꽃을 관찰할 수 있다.